# باري روبرتس
باري روبرتس (بالإنجليزية: Barry Roberts)‏ هو لاعب اتحاد الرغبي أسترالي، ولد في 3 أكتوبر 1933 في سيدني في أستراليا، وتوفي في أكتوبر 2017 في Blackheath, New South Wales ‏ في أستراليا.